# Буланкин, Игорь Алексеевич
И́горь Алексее́вич Буланкин (22 февраля 1958, Калинин — неизвестно, Одесса) — советский футболист, защитник, полузащитник.
Воспитанник СДЮШОР «Черноморец» Одесса, тренер Александр Руга. В первенстве СССР играл за одесские команды «Черноморец» (1979—1982 — 73 матча в высшей лиге) и СКА (1977—1978, 1985).